# Kebariense
El Kebariense es una cultura arqueológica englobada en el Mesolítico del Próximo Oriente cuyo principal yacimiento es El-Kebarah, yacimiento que da nombre a dicha cultura; es la primera cultura mesolítica de esta región, anterior al Natufiense. Podría proceder de la fase  Ahmariense identificada con el Paleolítico superior.
Se extiende hasta el desierto de Negev y por la costa hasta el Líbano. Cronológicamente, se inicia entre el 19000 y el 12000 a. C., cuando las condiciones ambientales de la zona mejoraron, pues se pasó a una fase más cálida y húmeda, y terminó aproximadamente en el 11220 a. C. 
Dicha mejora ambiental permitió expandirse a los cazadores-recolectores por la zona.
El utillaje lítico comienza por la presencia de pequeñas láminas de borde abatido, denominadas puntas de Kebarah, y, en su fase final, destacan las laminillas y microlitos geométricos.